# Demografia Turkmenistanului
Cea mai mare parte a populației Turkmenistanului este formată din turkmeni. Minorități semnificative sunt formate de uzbeci și ruși. Minorități puțin reprezentate în populația țării sunt kazahii, tătarii, ucrainenii, armenii, azerii și belucii.
Potrivit datelor estimate pentru anul 2003 de CIA World Factbook, compoziția etnică a Turkmenistanului ar fi formată din 85% turkmeni, 5% uzbeci, 4% ruși, iar 6% alte minorități naționale.

## Tendințele demografice
Din 1989, până în 2001, numărul turkmenilor din Turkmenistan s-a dublat, crescând de la 2,5 milioane la 4,9 milioane, în timp ce numărul rușilor a scăzut cu două treimi, de la 334.000 la circa 100.000 de persoane.
Populația Turkmenistanului a crescut de la 1,5 milioane de locuitori, în 1959 la 4,5 milioane de locuitori în 1995. Populația a continuat să crească până la circa 5 milioane de locuitori în anii 2002-2006.

## Populația
- Populația: 5.042.920 de locuitori
- Densitatea populației: 10,3 loc./km²
- Rata creșterii populației: 1,83 %
- Vârsta medie (populație totală): 21,8 ani
  - Bărbați: 20,9 ani
  - Femei: 22,7 ani

- Structura populației pe vârstă:
  - 0-14 ani: 35,2 %
  - 15-64 de ani: 60,7 %
  - 65 de ani și mai mult: 4,1 %

- Raport de masculinitate (populație totală): 0,98 bărb./fem.
  - La naștere: 1,05 bărb./fem.
  - Sub 15 ani: 1,06 bărb./fem.
  - 15-64 ani: 0,96 bărb./fem.
  - 65 de ani și mai mult: 0,62 bărb./fem.

- Populația urbană reprezintă 46 % din populația totală a Turkmenistanului.[6]

## Grupele de vârstă și sexe, la turkmeni
- 0-14 ani: 36.2% (femeiesc 904,627; bărbătesc 857,601)
- 15-64 ani: 59.7% (femeiesc 1,423,836; bărbătesc 1,477,224)
- peste 65 ani: 4.1% (femeiesc 76,670; bărbătesc 123,211) (în anul 2004, estimativ)

## Natalitatea în Turkmenistan
- Natalitate (nivelul brut al natalității)= 27,61‰
- Fecunditate (indice sintetic al fecundității)= 3,37 copii născuți vii/femeie[7] (în anul 2006, estimare)
- Fecunditate (indice sintetic al fecundității)= 2,22 copii născuți vii/femeie (în 2009, estimare)

## Mortalitatea în Turkmenistan
- Mortalitate (Nivelul brut al mortalitții)= 8,60‰
- Nivelul mortalitții infantile (populație totală)= 72,56‰
  - Băieți= 76,90‰
  - Fete= 68,00‰
- Speranța de viață, la naștere (populație totală) = 61,83 ani
  - Speranță de viață, la naștere (băieți)= 58,43 ani
  - Speranță de viață, la naștere (fete)= 65,41 ani[7]

## Alfabetism
Definiție: cu vârstă de 15 ani și mai mult, care să poată scrie și să citească.
- Populația totală: 98%
  - Femei: 99%
  - Bărbați: 97%

## Nivelul migrației
- Nivelul migrației nete este de -0,75 ‰

## Compoziția etnică
- Turkmeni: 85 %
- Uzbeci: 5 %
- Ruși: 4 %
- Alții (kazahi[1], tătari, ucraineni, armeni, azeri, beluci[2].): 6 %

## Religii
- Islam (Sunnism): 89 %
- Biserica ortodoxă: 9 %
- Necunoscută: 2 %

## Compoziția lingvistică
- Turkmenă: 72 %
- Rusă: 12 %
- Uzbekă: 9 %
- Altele: 7 % [7]

## Alte date demografice
- Nivelul de seropozitivitate HIV/SIDA (la adulți) < 0,1 %
- Nivelul accesului la apă potabilă N/D %
- Nivelul șomajului 60 %[7]

### Galerie de imagini

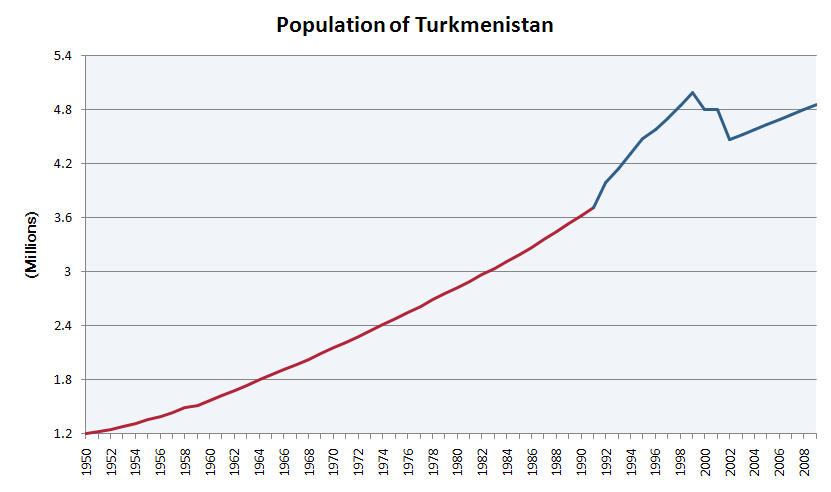
Evoluția demografică în Turkmenistan, între anii 1950 și 2009
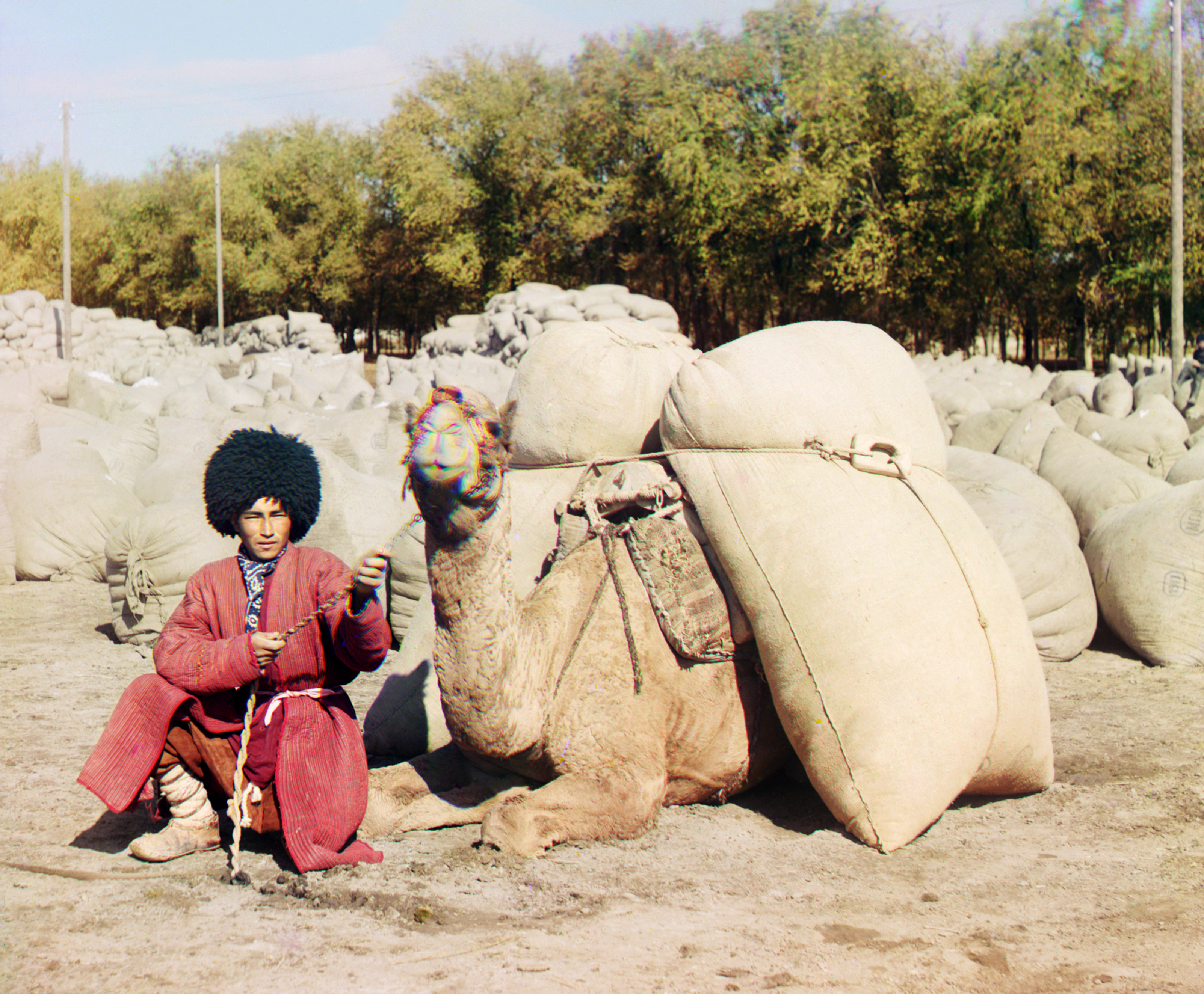
Turkmen pozând alături de cămila sa

### Articole conexe
- Turkmeni
- Limba turkmenă